# Stinear-Halbinsel
Die Stinear-Halbinsel ist eine Halbinsel mit durchweg steilen Flanken an der Ingrid-Christensen-Küste des ostantarktischen Prinzessin-Elisabeth-Lands. Sie ragt im Gebiet der Larsemann Hills vom Inlandseisschild in die Prydz Bay hinein. Ihr unmittelbar vorgelagert ist Fisher Island.
Das Antarctic Names Committee of Australia benannte sie 1988 nach dem neuseeländischen Geologen und Polarforscher Bruce Stinear (1913–2003). Chinesische Wissenschaftler benannten sie 1993 dagegen deskriptiv nach ihrer Form Sanjiao Bandao (chinesisch 三角半島 ‚Dreieck-Halbinsel‘).